# Mesocyclops tenuisaccus
Mesocyclops tenuisaccus – gatunek widłonoga z rodziny Cyclopidae. Opisał go w 1927 roku norweski hydrobiolog Georg Ossian Sars, nadając mu nazwę Cyclops tenuisaccus. Miejsce typowe to rzeka Salt River w okolicach Kapsztadu (Południowa Afryka).